# Своя дорога Мейбл
Своя дорога Мейбл (англ. Mabel's Wilful Way) — американська короткометражна кінокомедія Роско Арбакла 1915 року.

## Сюжет
Мейбл втекла від батьків в парку, і пустилася на пошуки пригод. Тут вона знайомиться з Фатті…

## У ролях
- Роско ’Товстун’ Арбакл — Фатті
- Мейбл Норманд — Мейбл
- Едгар Кеннеді — друг Фатті
- Еліс Девенпорт — мама Мейбл
- Глен Кавендер — батько Мейбл
- Джо Бордо — поліцейський
- Френк Долан — чоловік, що їсть пиріг
- Боббі Данн — продавець морозива